# Haitiska revolutionen
Den haitiska revolutionen var en framgångsrik revolution i vilken slavar på den franska kolonin Saint-Domingue frigjorde sig själva och gjorde uppror mot och avsatte det koloniala styret, avskaffade slaveri, och etablerade den självständiga staten Haiti. Den haitiska revolutionen betecknas ta sin början i och med ett organiserat slavuppror i augusti 1791, och få sitt slut i och med den haitiska självständighetsförklaringen 1804.
Genom revolutionen frigjorde sig afrikaner och personer av afrikansk härstamning från fransk kolonisation och slaveri. Även om hundratals slavuppror ägde rum under slavtiden så var det bara revolutionen på Saint-Domingue 1791 som var tillräckligt framgångsrik för att helt och hållet frigöra en hel ö.
Haiti är den moderna historiens första svarta republik. Den gick från att vara en fransk koloni till en självstyrande stat genom en process som har haft bestående konsekvenser. Systemet som slavägarna etablerade visade på effektiviteten som våldet kunde föra med sig. Detta våldsbaserade system överlevde revolutionen och fortsatte under den nyfödda svarta republiken, då en ljushyad elit tog den politiska och ekonomiska makten.
Historiker har traditionellt identifierat en specifik vodooceremoni, utförd i augusti 1791 av prästen Dutty Boukman, som revolutionens utlösning. I verkligheten var bakgrunden till revolten mer komplex.